# Coppa del Mondo di tuffi 2006
La Coppa del Mondo di tuffi 2006 (ufficialmente 2008 FINA Diving World Cup) è stata la XV edizione della competizione sportiva internazionale di tuffi organizzata dalla Federazione internazionale del nuoto (FINA). Si è disputata dal 19-23 luglio 2006 a Changshu, in Cina. Alla competizione hanno partecipato atleti in rappresentanza di ventitré distinti Paesi.

## Paesi partecipanti
Egitto

 Australia

 Brasile

 Cina

 Taipei cinese

 Germania

 Francia

 Gran Bretagna

 Giappone

 Canada

 Croazia

 Macao

 Malaysia

 Messico

 Corea del Nord

 Austria

 Filippine

 Russia

 Serbia e Montenegro

 Corea del Sud

 Thailandia

 Ucraina

 Stati Uniti

## Podi

### Uomini
| Evento                     | Oro                     | Perform. | Argento                                   | Perform. | Bronzo                                     | Perform. |
| Tuffi individuali          |                         |          |                                           |          |                                            |          |
| Trampolino 1m (dettagli)   | He Chong                | 505,65   | Luo Yutong                                | 445,55   | Christopher Colwill                        | 423,85   |
| Trampolino 3m (dettagli)   | Qin Kai                 | 538,50   | Aleksandr Michajlovič Dobroskok           | 475,65   | Troy Dumais                                | 475,15   |
| Piattaforma 10m (dettagli) | Zhou Lüxin              | 567,65   | Lin Yue                                   | 558,20   | Aleksej Kravčenko                          | 477,20   |
| Tuffi sincronizzati        |                         |          |                                           |          |                                            |          |
| Trampolino 3m (dettagli)   | Cina Wang Feng He Chong | 446,73   | Stati Uniti Troy Dumais Mitchell Richeson | 428,43   | Germania Andreas Wels Tobias Schellenberg  | 393,30   |
| Piattaforma 10m (dettagli) | Cina Huo Liang Lin Yue  | 394,20   | Stati Uniti David Boudia Thomas Finchum   | 443,22   | Corea del Sud Cho Kwan-hoon Kwon Kyung-min | 434,52   |

### Donne
| Evento                     | Oro                       | Perform. | Argento                                    | Perform. | Bronzo                                  | Perform. |
| Tuffi individuali          |                           |          |                                            |          |                                         |          |
| Trampolino 1m (dettagli)   | Guo Jingjing              | 323,70   | Wu Minxia                                  | 301,10   | Blythe Hartley                          | 300,25   |
| Trampolino 3m (dettagli)   | Wu Minxia                 | 373,40   | Julija Pachalina                           | 372,85   | Guo Jingjing                            | 368,40   |
| Piattaforma 10m (dettagli) | Jia Tong                  | 385,30   | Lao Lishi                                  | 379,35   | Émilie Heymans                          | 376,35   |
| Tuffi sincronizzati        |                           |          |                                            |          |                                         |          |
| Trampolino 3m (dettagli)   | Cina Guo Jingjing Li Ting | 343,80   | Stati Uniti Ariel Rittenhouse Kelci Bryant | 306,30   | Germania Heike Fischer Ditte Kotzian    | 298,68   |
| Piattaforma 10m (dettagli) | Cina Chen Ruolin Jia Tong | 360,42   | Giappone Mai Nakagawa Misako Yamashita     | 302,70   | Canada Meaghan Benfeito Roseline Filion | 297,99   |

## Medagliere
| Posizione | Paese         | Oro | Argento | Bronzo | Totale |
| --------- | ------------- | --- | ------- | ------ | ------ |
| 1         | Cina          | 10  | 4       | 1      | 15     |
| 2         | Stati Uniti   | 0   | 3       | 2      | 5      |
| 3         | Russia        | 0   | 2       | 1      | 3      |
| 4         | Giappone      | 0   | 1       | 0      | 1      |
| 5         | Canada        | 0   | 0       | 3      | 3      |
| 6         | Germania      | 0   | 0       | 2      | 2      |
| 7         | Corea del Sud | 0   | 0       | 1      | 1      |
| Totale    | Totale        | 10  | 10      | 10     | 30     |